# チョップスティックス (曲)
「チョップスティックス」は単純で広く知られたピアノ向けのワルツであり、原題は "The Celebrated Chop Waltz"である。
イギリスの作曲家ユーフェミア・アレンがアーサー・デ＝リュリの筆名で作曲し、1877年に出版された。
これはアレンが発表した唯一の作品である。当時、彼女はまだ16歳であり、彼女の兄で音楽出版者であったモーツァルト・アランが独奏向けと二重奏向けの編曲を加えた。
原題の "Chop Waltz" は、アレンが命名したものである。主旋律が2音による和音となっていて、演奏する際には小指を下に、両方の掌が互いに向き合うように垂直方向に固定して、チョップのような動きで鍵盤を打つところから来ている。この曲に似た "The Coteletten Polka"「コートレット・ポルカ」も1877年に演奏され、その後1879年に推敲されピアノ曲集 Paraphrases に掲載された。

## tati-tati とParaphrases

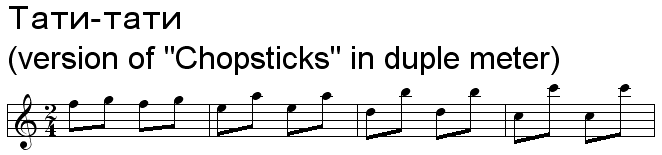
"Tati-tati"

同じように2本の指で演奏する初歩的なピアノ練習曲は、ロシアでは二拍子の "tati-tati" あるいは『コートレット・ポルカ』として知られている。『チョップスティックス』が左右2本の指を同時に用いて和音として演奏するのに対して、"tati-tati" では左右の指を交互に用いる。
1877年にアレクサンドル・ボロディンの娘ガニアが、デ＝リュリの作品の冒頭部によく似た4小節の『コートレット・ポルカ』を演奏したが、2つの作品の間にいかなる関係があるのかについて確固たる証拠はない。1878年から1879年にかけてツェーザリ・キュイ、アナトーリ・リャードフ、ボロディン、ニコライ・リムスキー＝コルサコフおよびニコライ・シチェルバチョフが、この主題の変奏曲をピアノ二重奏向けに作曲し、Paraphrases というタイトルの曲集として連名で発表した。この曲集には、後にフランツ・リストによる補足のパラフレーズが追加された。ボロディンによるバージョンでは、最初の4小節はデ＝リュリの作品と同じような形式で始まるものの、明確に区別できる。Fuldの World-Famous Music によると、"Chop Waltz" と「コートレット・ポルカ」に共通の起源が今のところ見つかっていない。

## 映画、音楽、テレビ

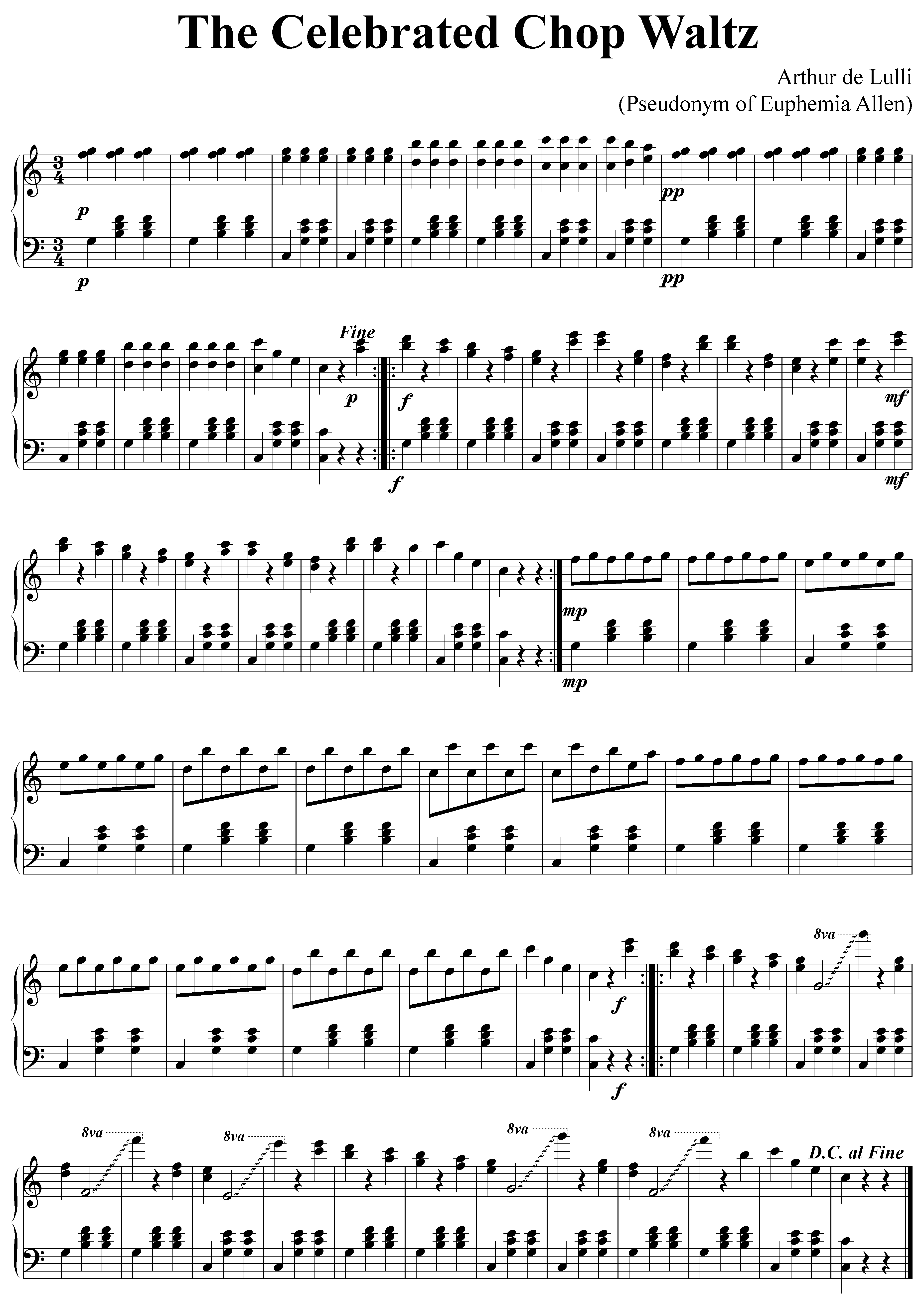
Score, as published in 1877

- 1941年、アメリカの作曲家で教育者でもあるジョン・S・トンプソンが「チョップスティックス」の変奏曲集を発表した[4]。
- リベラーチェは1955年の映画 Sincerely Yours (映画)（英語版） の中でフルオーケストラ版の「チョップスティックス」を演奏した[5]。
- 日本では「チョップスティックス」に阪田寛夫がニワトリに関連する歌詞[6]をつけた「トトトのうた」が知られており[7][8]、1966年2月〜3月にNHKの『みんなのうた』で放送され[9]、後に同局の『おかあさんといっしょ』でも放送された（2022年6月29日発売のBlu-ray&DVD『「おかあさんといっしょ」メモリアルベスト またあおうね！』にも収録されている[10][11]）。
- 1972年、『刑事コロンボ』のエピソード「黒のエチュード」において、ジョン・カサヴェテス演じる殺人者／指揮者のアレックス・ベネディクトをいらつかせるために、コロンボが「チョップスティックス」を演奏するシーンがあった[12]。
- 『チョップスティックス』は1972年にアメリカのABCで放映された土曜朝のアニメーション Popeye Meets the Man Who Hated Laughterにおいて、ビートル・ベイリーの同僚シュノーケル軍曹が秘密のメッセージに様々な具材を載せて、ダグウッド・サンドイッチのようにして食べるシーンの劇伴曲として用いられた[13]。
- 1988年の映画『ビッグ (映画)』でおもちゃ社長マクミランと主人公ジョッシュが「チョップスティックス」をウォーキングピアノで連盤した。
- 1989年11月1日に放映されたテレビドラマ『タイムマシーンにお願い』シーズン2第5話 "Blind Faith" で、スコット・バクラが盲目のピアノ奏者と精神を入れ替えたが、それはまざにアンコールの場面だった。バクラは「チョップスティックス」を演奏して満場の喝さいを受けた[14]。

- 1995年、P. D. Q. バッハは平均律クラヴィーア曲集のパロディ「The Short-Tempered Clavier and other dysfunctional works for keyboard」（邦題:『短気ん律クラヴィーア曲集』、全13曲）をライブアルバムとして発表し、楽譜も出版した。同曲の第1曲・ハ長調のフーガは「チョップスティックス」の主題に基づいている。
- 「チョップスティックス」の主旋律は、J-popグループNiziUが2021年に発表したシングル曲「Chopstick」の基になっている[15]。